# Uczelnie pedagogiczne w Polsce
Uczelnie pedagogiczne w Polsce – lista istniejących i nieistniejących publicznych (dawniej państwowych) oraz niepublicznych uczelni pedagogicznych w Polsce. Obecnie istnieje tylko jedna publiczna uczelnia pedagogiczna i dwie niepubliczne. 

## Akademie pedagogiczne

### Publiczne
| Uczelnia                                                             | rok założenia | Lokalizacja | Poprzednie nazwy | Budynki uczelni | liczba studentów (2009, w tys.) |
| -------------------------------------------------------------------- | ------------- | ----------- | --- | --------------- | ------------------------------- |
| Akademia Pedagogiki Specjalnej im. Marii Grzegorzewskiej w Warszawie | 1922          | Warszawa    | 1922–1976 Państwowy Instytut Pedagogiki Specjalnej 1976–2000 Wyższa Szkoła Pedagogiki Specjalnej od 2000 Akademia Pedagogiki Specjalnej |                 | 6,4                             |

#### O zmienionej nazwie
- Akademia Pedagogiczna im. Komisji Edukacji Narodowej w Krakowie (1999–2008), następnie Uniwersytet Pedagogiczny im. Komisji Edukacji Narodowej w Krakowie – obecnie Uniwersytet Komisji Edukacji Narodowej w Krakowie
- Pomorska Akademia Pedagogiczna w Słupsku (2000–2006) – obecnie Uniwersytet Pomorski w Słupsku

## Wyższe szkoły pedagogiczne

### Państwowe (publiczne) przekształcone lub włączone do innych uczelni
- Państwowa Wyższa Szkoła Pedagogiczna w Katowicach (1946–1947) – przeniesiona w 1947 do Łodzi i wcielona do PWSP w Łodzi
- (Państwowa) Wyższa Szkoła Pedagogiczna w Łodzi (1946–1956) – w 1956 włączona do Uniwersytetu Łódzkiego
- (Państwowa) Wyższa Szkoła Pedagogiczna w Gdańsku (1946–1970) – obecnie Uniwersytet Gdański
- Państwowa Wyższa Szkoła Pedagogiczna w Krakowie (1946–2023) – wielokrotnie zmieniana nazwa, jako uczelni pedagogicznej, obecnie Uniwersytet Komisji Edukacji Narodowej w Krakowie
- (Państwowa) Wyższa Szkoła Pedagogiczna w Katowicach (1950–1968) – obecnie Uniwersytet Śląski w Katowicach
- (Państwowa) Wyższa Szkoła Pedagogiczna w Warszawie (1950–1956) – w 1956 włączona do Uniwersytetu Warszawskiego
- (Państwowa) Wyższa Szkoła Pedagogiczna we Wrocławiu (1950–1954) – przeniesiona w 1954 do Opola
- Wyższa Szkoła Pedagogiczna (im. Powstańców Śląskich) w Opolu (1954–1994) – obecnie Uniwersytet Opolski
- Wyższa Szkoła Pedagogiczna w Rzeszowie (1965–2001) – obecnie Uniwersytet Rzeszowski
- Wyższa Szkoła Pedagogiczna w Szczecinie (1973–1985) – obecnie Uniwersytet Szczeciński
- Wyższa Szkoła Pedagogiczna (im. Tadeusza Kotarbińskiego) w Zielonej Górze (1973–2001) – obecnie Uniwersytet Zielonogórski
- Wyższa Szkoła Pedagogiczna w Kielcach (1973–2000) – obecnie Uniwersytet Jana Kochanowskiego w Kielcach
- Wyższa Szkoła Pedagogiczna w Olsztynie (1974–1999) – obecnie Uniwersytet Warmińsko-Mazurski w Olsztynie
- Wyższa Szkoła Pedagogiczna w Bydgoszczy (1974–2000) – obecnie Uniwersytet Kazimierza Wielkiego w Bydgoszczy
- Wyższa Szkoła (Rolniczo-)Pedagogiczna w Siedlcach (1974–1999) – obecnie Uniwersytet w Siedlcach
- Wyższa Szkoła Pedagogiczna w Słupsku (1974–2000) – obecnie Uniwersytet Pomorski w Słupsku
- Wyższa Szkoła Pedagogiczna w Częstochowie (1974–2004) – obecnie Uniwersytet Jana Długosza w Częstochowie

### Niepubliczne

#### Istniejące
- Wyższa Szkoła Pedagogiczna Towarzystwa Wiedzy Powszechnej w Warszawie (zał. 1993) – obecnie pod nazwą Uczelnia Korczaka
- Niepaństwowa Wyższa Szkoła Pedagogiczna w Białymstoku (zał. 1996)

#### Zlikwidowane
- Mazowiecka Wyższa Szkoła Humanistyczno-Pedagogiczna w Łowiczu (1993–2015)
- Górnośląska Wyższa Szkoła Pedagogiczna im. Kard. Augusta Hlonda w Mysłowicach (1995–2015), w 2015 przekształcona w Wydział Zamiejscowy Nauk Humanistycznych i Społecznych w Mysłowicach Akademii Ignatianum w Krakowie
- Wyższa Szkoła Pedagogiczna Związku Nauczycielstwa Polskiego w Warszawie (1995–2016)
- Wyższa Szkoła Pedagogiczna w Łodzi (2003-2017)

## Wyższe szkoły nauczycielskie

### Państwowe przekształcone w inne uczelnie
- Wyższa Szkoła Nauczycielska w Szczecinie (1968–1973) – potem Wyższa Szkoła Pedagogiczna w Szczecinie
- Wyższa Szkoła Nauczycielska w Kielcach (1969–1973) – potem Wyższa Szkoła Pedagogiczna w Kielcach
- Wyższa Szkoła Nauczycielska w Bydgoszczy (1969–1974) – potem Wyższa Szkoła Pedagogiczna w Bydgoszczy
- Wyższa Szkoła Nauczycielska w Olsztynie (1969–1974) –  potem Wyższa Szkoła Pedagogiczna w Olsztynie
- Wyższa Szkoła Nauczycielska w Słupsku (1969–1974) – potem Wyższa Szkoła Pedagogiczna w Słupsku
- Wyższa Szkoła Nauczycielska w Siedlcach (1969–1974) – potem Wyższa Szkoła (Rolniczo-)Pedagogiczna w Siedlcach
- Wyższa Szkoła Nauczycielska w Zielonej Górze (1971–1973) – potem Wyższa Szkoła Pedagogiczna im. Tadeusza Kotarbińskiego w Zielonej Górze
- Wyższa Szkoła Nauczycielska w Częstochowie (1971–1974) – potem Wyższa Szkoła Pedagogiczna w Częstochowie

## Wyższe studium nauczycielskie

### Państwowe włączone do innych uczelni
- Wyższe Studium Nauczycielskie w Sosnowcu, weszło w skład Uniwersytetu Śląskiego
- Wyższe Studium Nauczycielskie w Cieszynie, później Wydział Artystyczny Uniwersytetu Śląskiego (do 2019)

## Kolegia nauczycielskie
Pierwsze publiczne nauczycielskie kolegia języków obcych zostały utworzone na początku lat dziewięćdziesiątych. Od 1991 umożliwiono również tworzenie kolegiów nauczycielskich, o specjalnościach innych niż języki obce. Od początku funkcjonowania kolegiów głównym celem ich działalności było kształcenie nauczycieli w specjalnościach, w których szkoły wyższe nie były w stanie przygotować odpowiedniej dla potrzeb oświaty liczby nauczycieli. Nauka w kolegium kończyła się dyplomem ukończenia. Osoby chcące otrzymać tytuł licencjata, musiały zdawać egzamin licencjacki na uczelni uniwersyteckiej, która sprawowała opiekę naukową nad danym kolegium. Kolegia zostały zlikwidowane w wyniku zmiany ustawy – prawo o szkolnictwie wyższym.